# Хан Хакча
Хан Хакча (кор. 한학자?, 韓鶴子?, другие варианты написания имени русском языке — Хакча Хан Мун, Хак Джа Хан Мун, Мун Хан Хак Джа), род. 6 января 1943 года по лунному календарю или 10 февраля 1943 года по солнечном календарю, Корея) — деятель Движения объединения. Вдова его основателя, Мун Сон Мёна. Состояла с ним в браке с апреля 1960 года, 14 детей.
В 1992 году она основала Федерацию женщин за мир во всем мире (англ. — Womens' Federation for World Peace) и совершила публичное турне. После того, как Мун Сон Мён скончался в 2012 году, она остается его преемником и руководителем основанного им движения. В СМИ к Хан иногда обращаются «г-жа Мун», хотя по корейской традиции замужняя женщина оставляет девичью фамилию, а дети — отцовскую фамилию.

## Ранние годы
Хан, дочь корейской женщины, ставшей впоследствии последовательницей Мун Сон Мёна, родилась 6 января 1943 года по лунному календарю. Хан посещала школу для девочек в Корее. Она владеет японским и английским наряду с корейским языком. В апреле 1960 года в возрасте 17 лет (18 лет — по старому корейскому способу вычисления возраста) Хан, будучи прихожанкой Церкви объединения, основанной в 1954 году, вышла замуж за Муна, которому было в то время 40 лет . У четы Мун впоследствии родилось 14 детей.

## Деятельность в Движении объединения
Члены Церкви Объединения верят, что свадьба Хан и Мун стала «святым браком», к созданию которого христиане стремились со времён Иисуса Христа. Верующие Церкви Объединения также рассматривают этот союз как основу для провозглашения «Дня истинных родителей», а их семью члены называют "Истинная семья". Они также верят в то, что данная веха заложила начало «Эпохи завершенного завета» (вслед за Ветхим и Новым), и исполнило пророческий (свадебный) Пир Агнца в Отк. 19:7.
По верованиям членов Церкви Объединения супруги Мун являются «новыми мессиями». В традиции Церкви Объединения к чете обращаются «истинные родители»: «истинный отец» и «истинная мать», соответственно. Также последователи расценивают Хан как «невесту Христа». В Церкви Объединения её называют «матерью всего человечества, единородной дочерью Бога». Супругов Мун члены Церкви Объединения считают «образцом для создания семей в центре с Богом».
В 1962 году Мун и Хан основали корейскую фольклорную балетную труппу для девочек «Маленькие Ангелы» для создания позитивного международного имиджа Кореи. В 1984 году Хан выступала на Международной конференции за единство наук в Вашингтоне перед учёными из Гарварда, Принстона, Стэнфорда, Университета Мичигана и Сорбонны.
В 1993 году сенатор США Трент Лотт поддержал законопроект «День Истинных Родителей» в Сенате США. В 1994 году Президент Билл Клинтон подписал законопроект «День Родителей», тем самым придав ему силу закона. Согласно закону этот день в США посвящен выражению почтения детей к родителям. По утверждениям некоторых СМИ, этот случай "подтвердил влияние супругов Мун на Республиканскую партию США". В 1993 году сенатор США Оррин Хэтч представил Хан публике в конгрессе США, где она в частности сказала, что она с супругом являются «первыми Истинными Родителями». В аудитории были как ее супруг, так и сенаторы США и члены Палаты Представителей США.
Хан Хакча является официальным преемником Муна и лидером Движения объединения с 1993 года. Массимо Интровинье писал о Движении объединения в 2000 году: "Вопрос преемства в данный момент — вопрос фундаментальной важности. Преподобному Муну будет 80 в 2000 году. Г-же Мун 57 лет. С 1992 года она занимала заметные посты, в частности в трёх всемирных турне в 1992, 1993 и 1999 годах. Г-жа Мун также выступала в здании конгресса США, в ООН, и в других парламентах стран мира. Её относительная молодость и уважение, которым она пользуется среди последователей, могут быть предметами стабильности Движения объединения". 
Джордж Крайссайдс в своей книге «Исследование новых религий (2001)» (англ. Exploring New Religions) писал, что влияние Хан в движении продолжает расти. Крайссайдс прогнозировал, что она может возглавить Движение объединения и проводить сама церемонии благословения и после смерти Муна, поскольку она все ещё будет оставаться «Истинным Родителем».
19 июля 2008 года Хан, вместе с мужем и четырнадцатью другими пассажирами, включая нескольких их детей и внуков, получила лёгкие ранения, когда принадлежащий им вертолёт Сикорски S-92 потерпел крушение во время аварийной посадки в Капхёне. Хан и все 15 других пассажиров были доставлены в основанную Муном больницу Чхонсим (современное название HJ Magnolia Medical Center). Эксперты из американского Национального комитета по вопросам безопасности транспорта, Федерального авиационного управления США, корпорации Sikorsky Aircraft и Дженерал Электрик оказывали помощь правительству Южной Кореи в расследовании этой авиакатастрофы.

### Церемонии Благословения

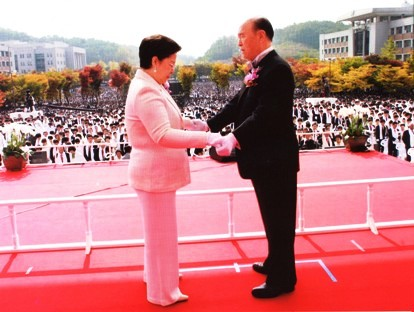
Мун Сон Мён и его жена Хак Джа Хан возглавляют церемонию массового благословения.

Супруги Мун вместе проводили церемонии Благословения (массового бракосочетания), принесшие им международную известность. В 1997 году они провели такую церемонию укрепления супружеских уз на стадионе РФК в Вашингтоне для 20000 пар. 2500 участников этого события были членами Церкви Объединения, которых между собой сосватал Мун. Президент Уганды Годфри Бинайса (1979—1980) на Церемонии благословения 2004 года вступил в брак с гражданкой Японии. После кончины супруга, вдова Хан проводила Церемонии Благословения одна.

### Федерация женщин за мир во всем мире

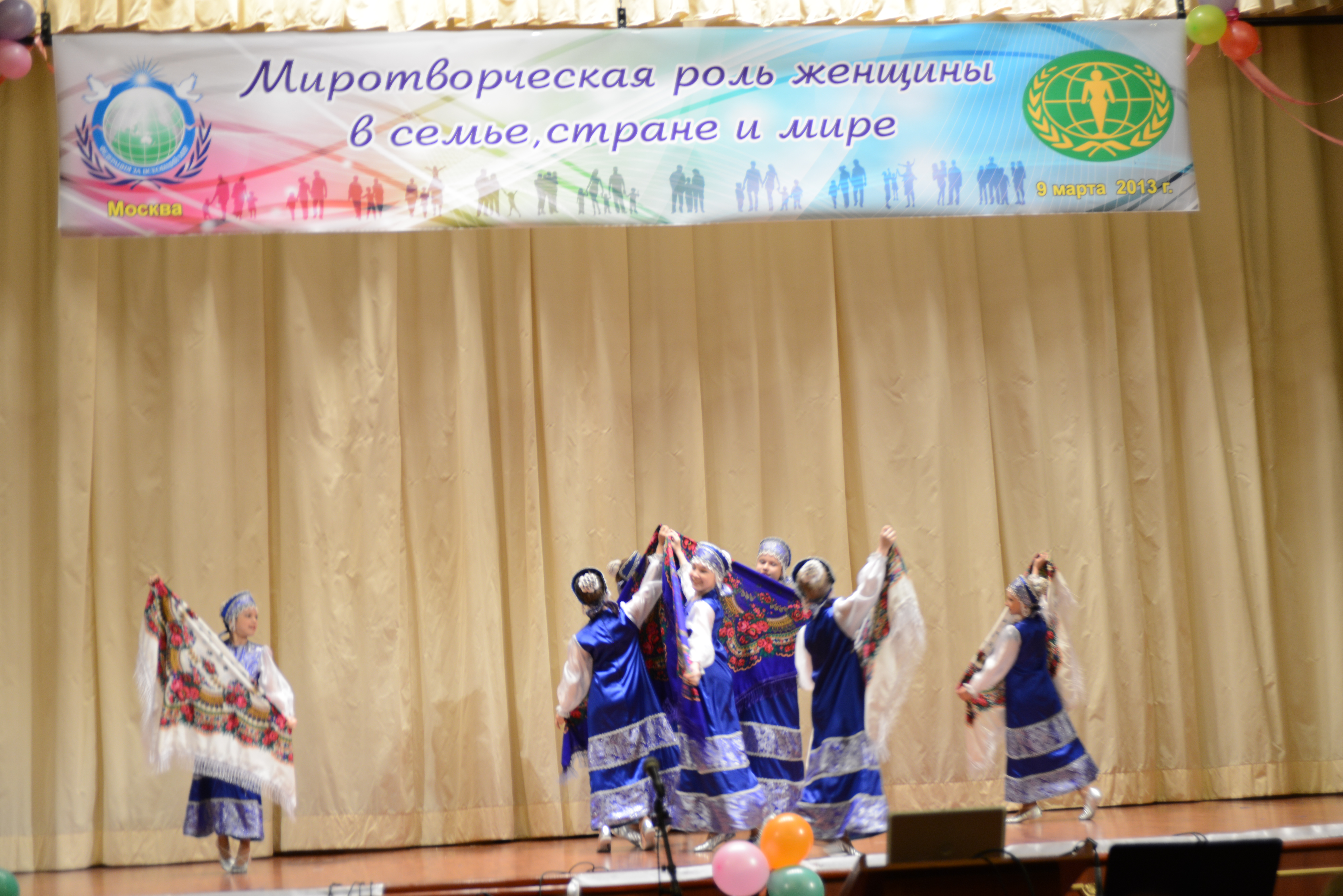
Концерт на мероприятии Федерации женщин за мир во всем мире в Москве по случаю Международного женского дня 9 марта 2013 года

В 1992 году Хан основала организацию «Федерация женщин за мир во всем мире» с целью способствовать женщинам более активно работать на благо мира. В организацию входят руководители женских организаций из 143 стран мира. По состоянию на 2023 год, Федерация женщин за мир во всем мире состоит в консультативном статусе при Экономическом и Социальном Совете ООН.

### Федерация за всеобщий мир

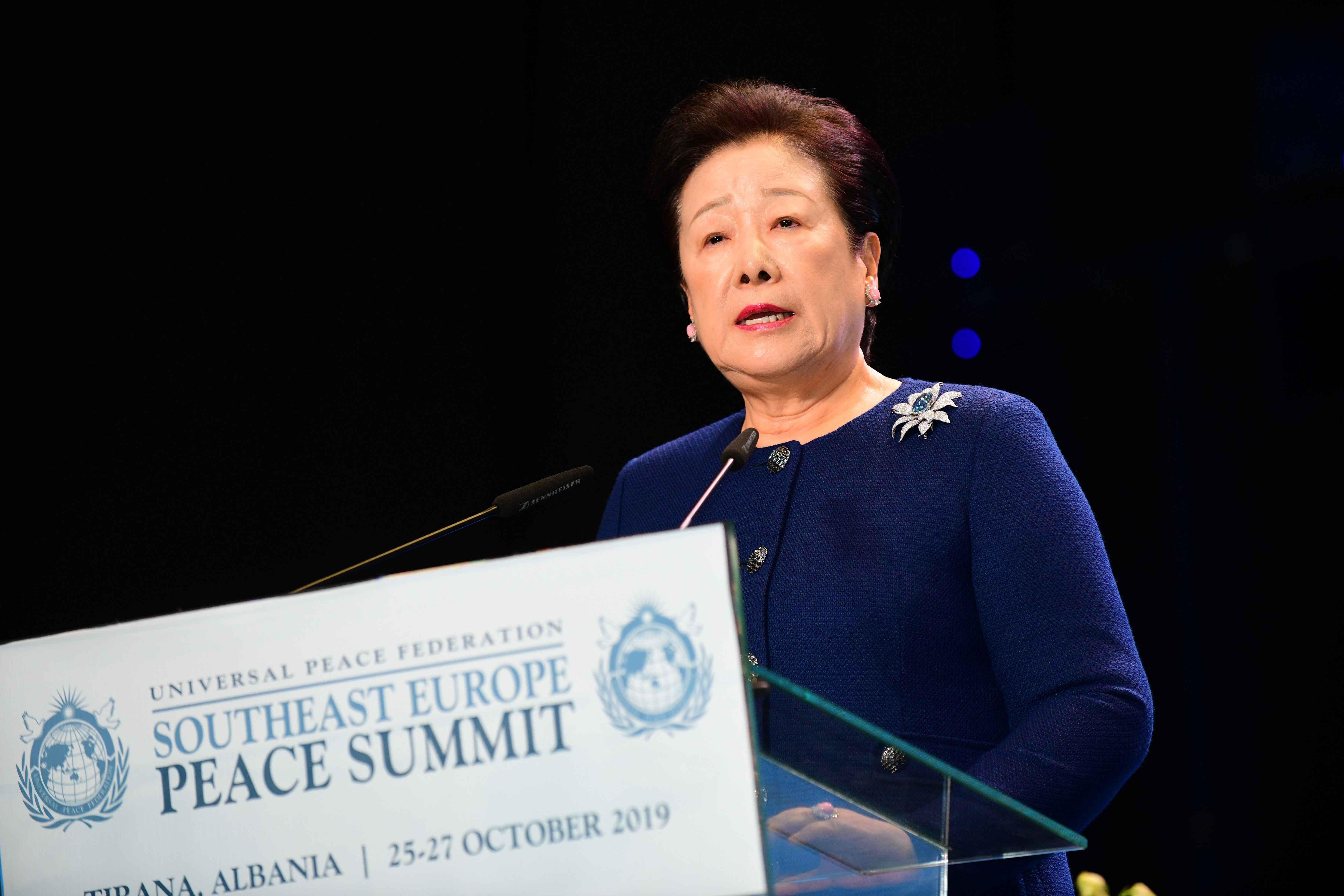
Хан Хакча, выступление на Саммите Федерации за всеобщий мир в Тиране, Албания, 2019 год.

В 2006 году Хан выступила в Новой Зеландии от имени Федерации за всеобщий мир с призывом к традиционным ценностям, к религиозной и межкультурной толерантности, а также о построении мирного тоннеля под Беринговым проливом стоимостью $315 миллиардов, который соединит Россию и США. Впоследствии, она регулярно выступала на миротворческих саммитах Федерации за всеобщий мир.
В 2020 году, перед началом локдауна из-за угрозы COVID-19, в Сеуле, столице Южной Кореи, по инициативе Хан Хакча и Федерации за всеобщий мир был организован Всемирный саммит — 2020. В мероприятии участвовали представители политики, науки, культуры, СМИ, религиозных и общественных организаций из 170 стран мира, их число составило около 7 000 человек. Саммит был посвящён теме "Построение мира во всем мире и воссоединение Корейского полуострова через взаимозависимость, взаимное процветание и универсальные ценности". В результате была принята "Всеобщая декларация мира", подчёркивающая, что Небесный единый мир представляет собой глобальное сообщество миролюбивых граждан, объединённых усилиями в областях взаимозависимости, взаимного процветания и общечеловеческих ценностей для разрешения конфликтов, вызванных религиозной, этнической или национальной принадлежностью.

### Премия мира Сонхак

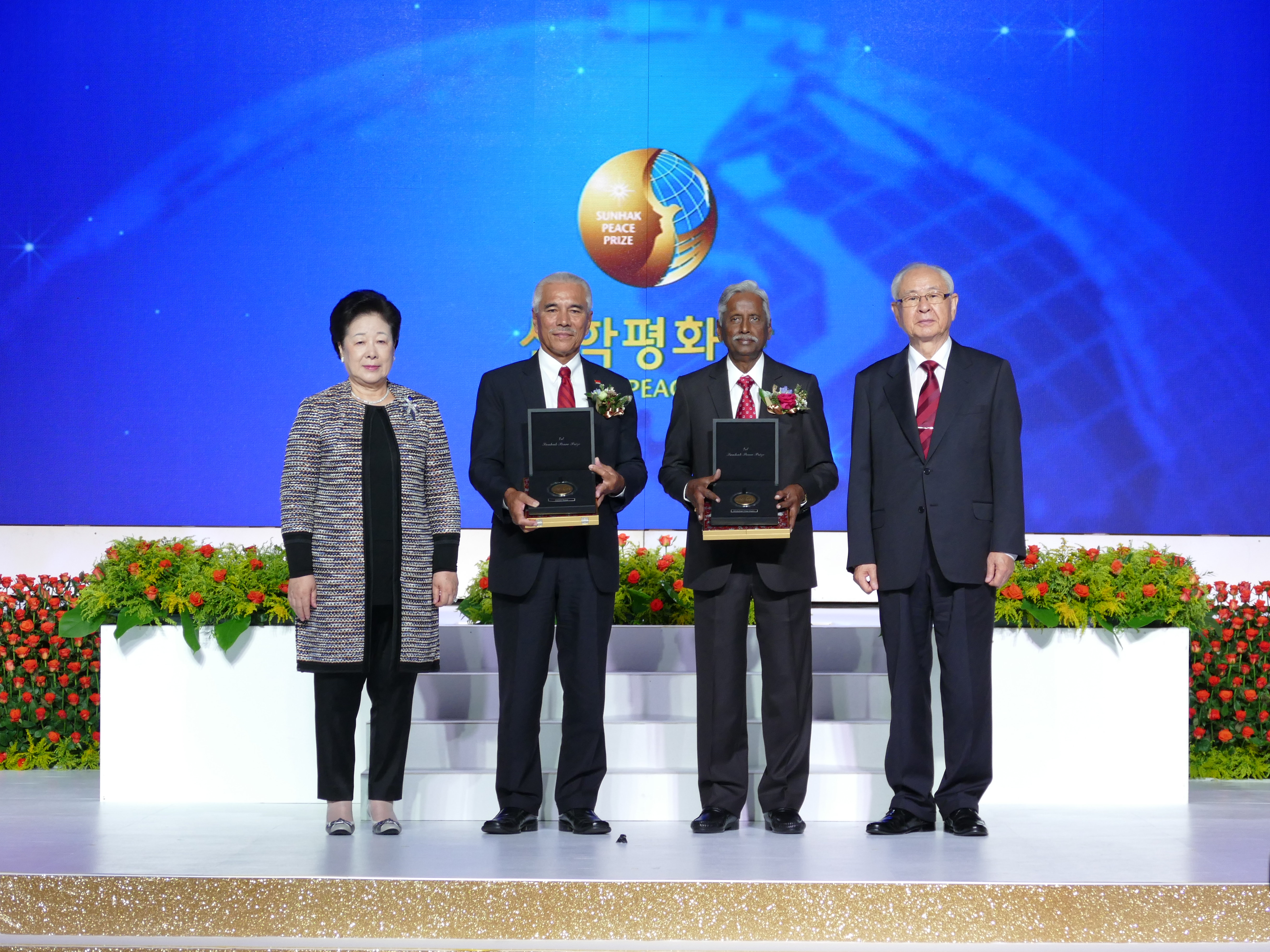
Премия мира Сонхак, Сеул, Республика Корея, 27-30 августа 2015 года

В 2013 году Хан Хакча учредила Премию мира Сонхак в память о своём покойном муже Мун Сон Мёне. Премия присуждается на основе вклада отдельных лиц или организаций в миротворчество, инновации в развитие личности, разрешение конфликтов и сохранение окружающей среды. Первыми лауреатами премии Сонхак в 2015 году стали Президент Кирибати Аноте Тонг за его усилия в повышении осведомлённости об изменении климата и индийский исследователь аквакультуры Модадугу Виджай Гупта. Среди лауреатов в 2017 году были афганский педагог доктор Сакина Яккоби, медик Джино Страда. В 2019 году лауреатами были сомалийская правозащитница Варис Дирие и руководитель Африканского банка развития (African Development Bank) Акинвуми Айодеи Адесина. В 2020 году экс-Генеральный секретарь Организации Объединённых Наций Пан Ги Мун получил Премию мира Сонхак за лидерство в вопросах окружающей среды и создание Устойчивых целей развития. Кроме того, в том же году лютеранский епископ Муниб Юнан и Президент Сенегала Маки Саль были лауреатами за работу на благо мира в Африке. Премия 2022 года была вручена вирусологу и профессору Оксфордского университета Саре Гилберт и Альянсу по вакцинации Gavi за их вклад в разработку вакцин во время пандемии COVID-19. Камбоджийский премьер-министр Хун Сен получил вторую Премию 2022 года за вклад в миротворчество.

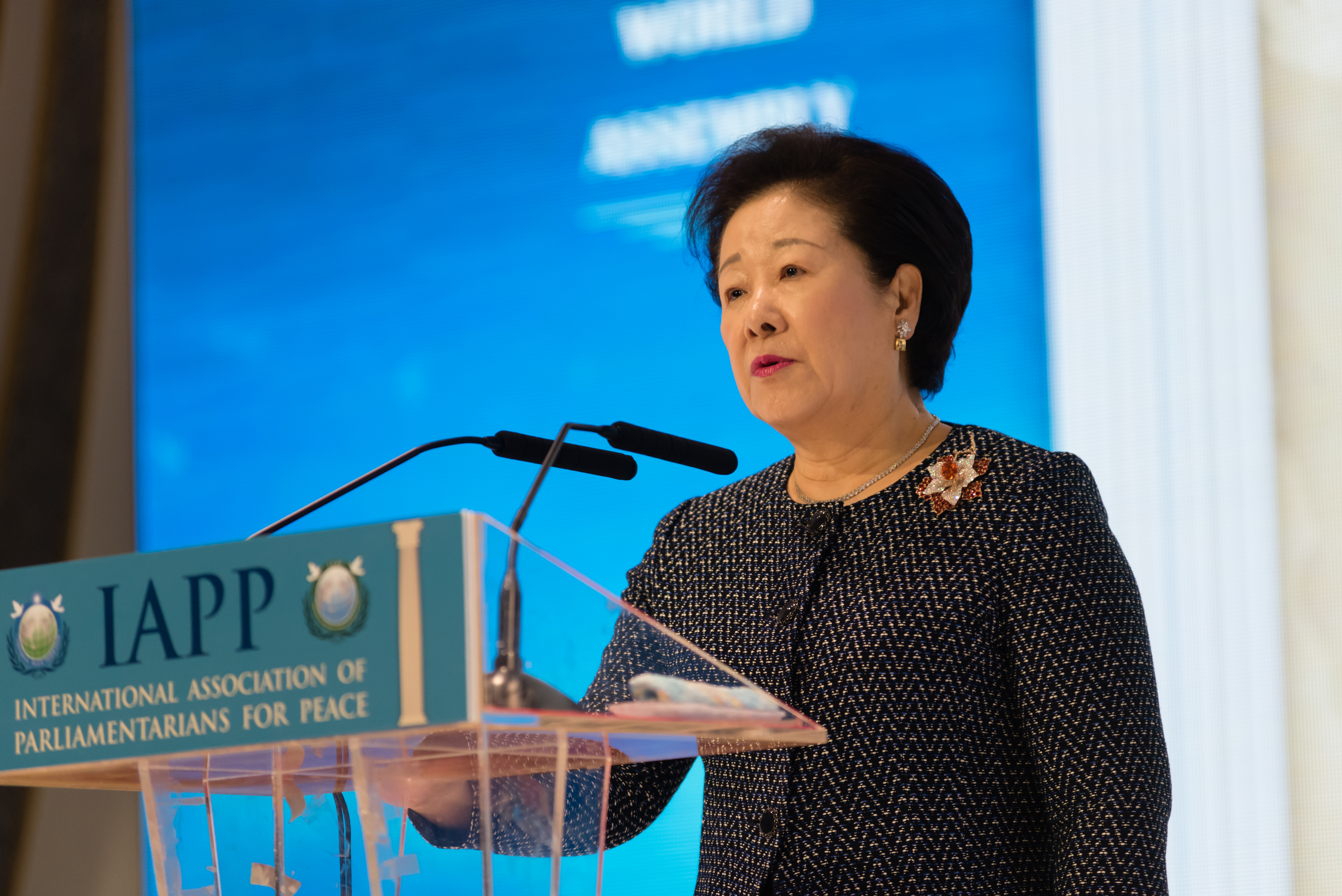
Хан Хакча, выступление на конференции Международной ассоциации парламентариев за мир (IAPP) в Сеуле в 2017 году

### Международная ассоциация парламентариев за мир
В 2016 году Хан Хакча основала Международную Ассоциацию Парламентариев за Мир (англ. International Association of Parliamentarians for Peace, IAPP) с целью объединения парламентариев мира для установления партнёрства с религиозными лидерами и общественными деятелями для решения локальных, национальных и глобальных проблем в сфере миротворчества. Организация проводит регулярные встречи парламентариев.

### Think Tank 2022
Хан Хакча инициировала проект "Think Tank 2022" в мае 2021 года. Аналитический совет экспертов представляет собой глобальную сеть, объединяющую экспертов с целью поиска решений для достижения мира на Корейском полуострове. Инициатива была поддержана рядом мировых лидеров, в частности бывшим генеральным секретарём ООН Пан Ги Муном. В программах Think Tank 2022 участвовали: бывший вице-президент США Майкл Пенс, бывший госсекретарь США Майк Помпео, премьер-министр Камбоджи Хун Сен, бывший спикер Палаты представителей США Ньют Гингрич и другие. В программах Think Tank 2022 участвуют эксперты как из Азии, так и из Европы для сбалансированного представления мнений сторон в процессе диалога Севера и Юга Корейского Полуострова.